# Monsieur/Kamayatsu Hiroshi no Sekai
 (mai 2025).
Albums de Hiroshi "Monsieur" Kamayatsu
Kamayatsu Hiroshi Ore No Uta O Kiite Kure
(1960) Dounikanarusa/Monsieur Bis
(1971)
Monsieur/Kamayatsu Hiroshi no Sekai (ムッシュー/かまやつひろしの世界, Musshū/Kayamatsu Hiroshi no Sekai) est le deuxième album solo de Hiroshi "Monsieur" Kamayatsu, son premier après la dissolution des Spiders. Tous les instruments ont été enregistrés par Kamayatsu lui-même, tandis que l'écriture des morceaux est partagée avec des amis et partenaires de sa carrière musicale.

## Réception critique
L'album fait partie de la sélection du livre Nihon no Rock & Folk Album Taizen 1968-1979, sorti en 1996, qui chronique 100 albums destinés à représenter les 100 principaux artistes de la période.
Il est aussi couvert dans le livre Rock Chronicles Japan Vol. 1 1968-1980, un ouvrage collectif de 50 auteurs de 1999, qui se fixait pour objectif (avec le Vol. 2) de détailler les 333 albums essentiels du rock japonais.
En août 2010, le magazine Record Collectors' Magazine classe l'album 51e dans son top 100 des meilleurs albums de folk et de rock japonais des années 60-70. Plus tard la même année, dans le cadre de l'ouvrage Nihon no Rock/Folk Album Best 100 1960-1989, l'équipe du même magazine le classera 95e.

## Liste des pistes
| No  | Titre                      | Durée |
| --- | -------------------------- | ----- |
| 1.  | Paper Ashtray              |       |
| 2.  | Ameagari to Boku           |       |
| 3.  | Nanakan no Mado            |       |
| 4.  | No No Boy With             |       |
| 5.  | So Long Sachio             |       |
| 6.  | Boku no Heart wa Dan! Dan! |       |
| 7.  | Ni Jussai no Koro          |       |
| 8.  | Nagai Michi                |       |
| 9.  | Monsieur & Tarō            |       |
| 10. | Lonely Man                 |       |
| 11. | Buta Goroshi no Uta        |       |
| 12. | Mister Tax                 |       |